# Senckenbergiana biologica
Das Senckenbergiana biologica, üblicherweise mit Senck. biol. abgekürzt, war eine Fachzeitschrift für Zoologie und Botanik, die von 1954 bis 2008 mit zwei Heften pro Jahr erschien. Die Zeitschrift entstand im Jahr 1954, als Nachfolgetitel, durch Aufspaltung des früheren Journals Senckenbergiana: wissenschaftliche Mitteilungen der Senckenbergischen Naturforschenden Gesellschaft, mit Band 35, in zwei, ab 1969 in drei, Zeitschriften (der andere Nachfolgetitel war Senckenbergiana lethaea, später auch Senckenbergiana maritima). Akzeptiert wurden Arbeiten zur Morphologie und Taxonomie von Tieren und Pflanzen sowie verwandte oder daraus resultierende Fragestellungen in der Ökologie und Phylogenie. Letzter Schriftleiter war der am Forschungsinstitut Senckenberg arbeitende Biologe Wolfgang A. Nässig.
Die Inhaltsverzeichnisse der von 1994 bis 2008 erschienenen Bände 73 bis 88 werden auf der Webseite saturnia.de dauerhaft zur Verfügung gestellt.